# Castell de Montant
El Castell de Montant, a la comarca de l'Alt Millars és en l'actualitat una resta de la muralla que voltava el castell almohade, que pertanyia a Zayd Abu Zayd. Se situen a la part alta d'un dels pujols (un espoló rocós) pels quals s'estén el nucli poblacional de Montant. Està catalogat com Bé d'Interès Cultural per declaració genèrica (com tots els castells), en la categoria de monument, malgrat no presentar anotació ministerial, per la qual cosa la seva identificació es fa pel codi assignat per la Direcció general de Patrimoni Cultural de la Generalitat Valenciana, i és el 12.08.078-001.

## Història
Malgrat que, com ocorre en altres zones d'aquesta comarca, les restes arqueològiques testifiquen l'existència de pobladors des de temps de l'Edat de Bronze, no és fins a la dominació musulmana de la zona, quan es pot considerar l'origen tant del nucli poblacional de Montant com del seu castell.
El castell apareix en documents de l'època de Jaume I d'Aragó, com a part dels acords signats entre el monarca i el cabdill almohade Abú Zaid. Posteriorment passaria a les mans de Pere Ximénez de Vallterra, formant part del seu senyoriu en ser-li atorgat com a premi pels serveis prestats a la corona d'Aragó, durant la Reconquesta. Durant el segle xix, amb l'abolició dels senyorius, va deixar d'estar en mans d'aquesta família.

## Descripció
Del castell en l'actualitat no queda gens, ja que sobre les restes dels seus fonaments es van construir habitatges particulars fa ja molt temps, malgrat que es poden apreciar elements de les antigues muralles que voltaven el castell, tant en l'entramat dels carrers com en alguns edificis en els quals es conserven parts del llenç de la muralla, com a integrants dels nous edificis.